# Dịch vụ y tế khẩn cấp

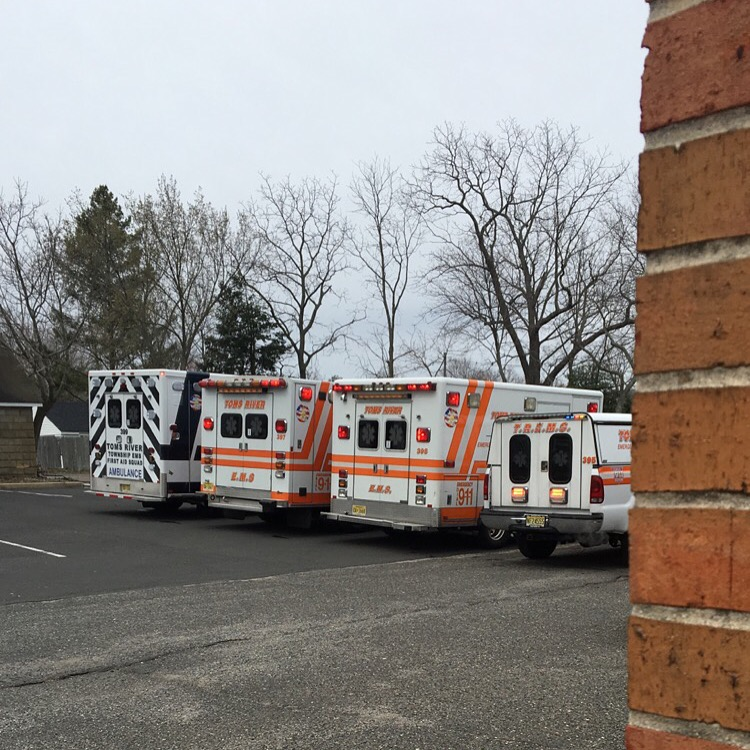
Ba xe cứu thương và một phương tiện phản ứng chuyên gia (phải) ở New Jersey.

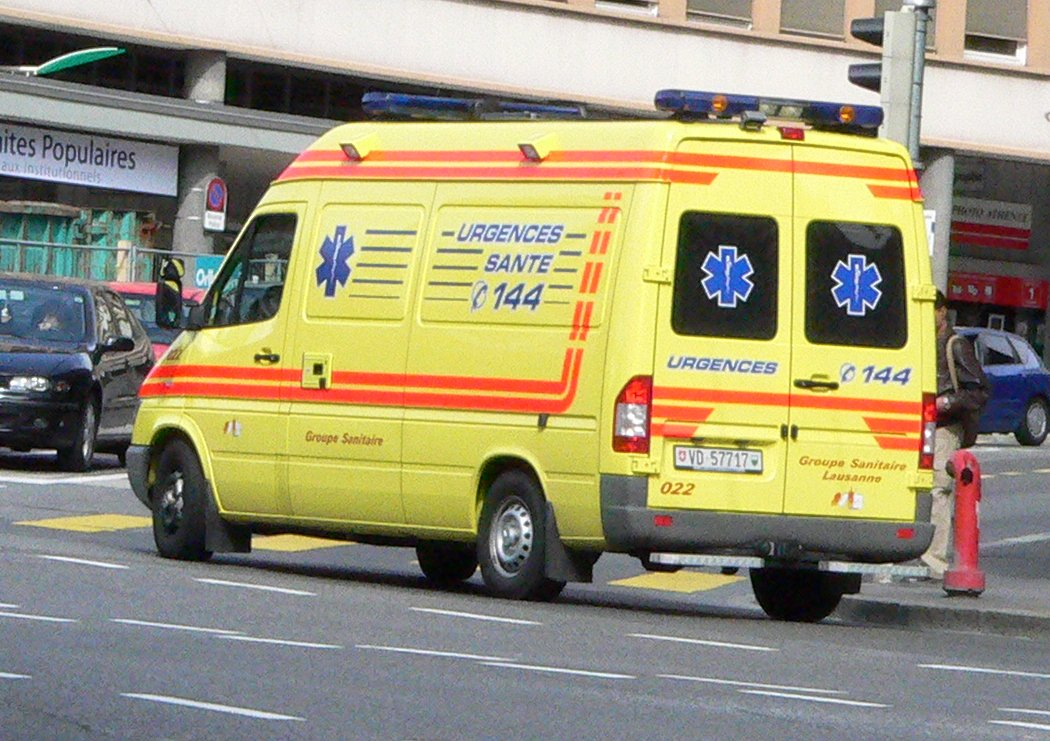
Một xe cứu thương ở Lausanne (Thụy Sĩ) được đánh dấu bằng nhiều Ngôi sao của Sự sống (đại diện cho các dịch vụ y tế khẩn cấp).

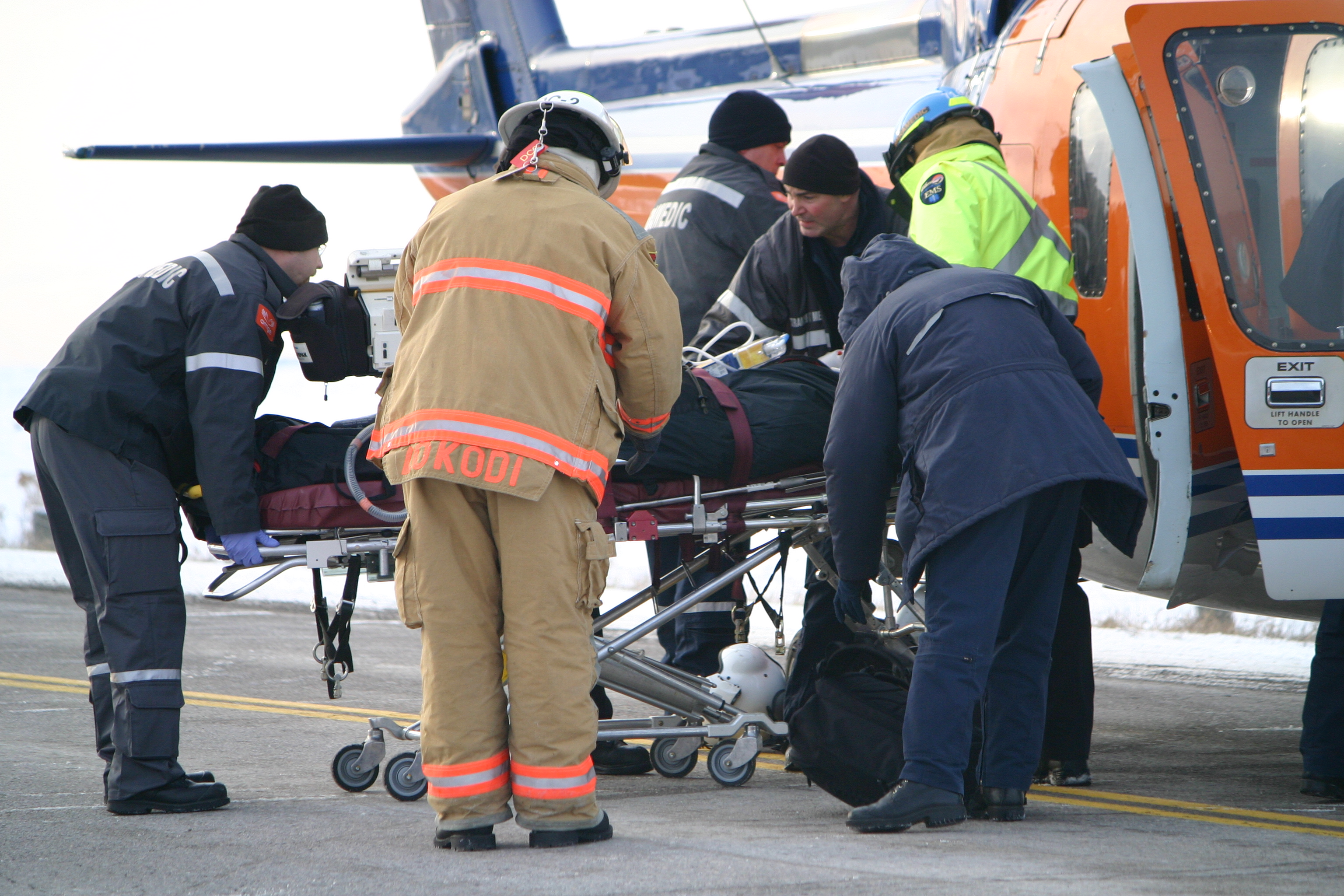
Các dịch vụ y tế khẩn cấp chuẩn bị đưa nạn nhân một vụ tai nạn xe hơi đến bệnh viện ở Ontario, Canada bằng máy bay.

Dịch vụ y tế khẩn cấp (emergency medical services, viết tắt:EMS), còn được gọi là dịch vụ xe cứu thương, là dịch vụ khẩn cấp điều trị bệnh và thương tật cần có phản ứng y tế khẩn cấp, điều trị ngoài bệnh viện và vận chuyển đến chăm sóc chuyên biệt. Họ cũng có thể được biết đến như một đội cứu thương, đội FAST, đội cấp cứu, đội cứu hộ, đội cứu thương, đội cứu sinh  hoặc bởi các từ viết tắt khác như EMAS hoặc EMARS.
Ở hầu hết các nơi, dịch vụ y tế khẩn cấp có thể được các thành viên của cộng đồng (cũng như các cơ sở y tế, các dịch vụ khẩn cấp khác, các doanh nghiệp và cơ quan chức năng) gọi tới thông qua một số điện thoại khẩn cấp để họ liên lạc với một cơ sở kiểm soát, sau đó sẽ gửi tới nơi cần đến một xe thiết bị phù hợp để đối phó với tình hình. Xe cứu thương là phương tiện chính để thực hiện dịch vụ y tế khẩn cấp, mặc dù một số dịch vụ cũng sử dụng ô tô, xe máy, máy bay hoặc thuyền. Các cơ quan EMS cũng có thể vận hành dịch vụ vận chuyển bệnh nhân không khẩn cấp, và một số có các đơn vị hỗ trợ các hoạt động cứu hộ kỹ thuật như thoát hiểm, cứu nước và tìm kiếm cứu nạn.
Là một giải pháp cấp cứu đầu tiên, EMS cung cấp điều trị tại hiện trường cho những người cần chăm sóc y tế khẩn cấp. Nếu thấy cần thiết, họ có nhiệm vụ chuyển bệnh nhân đến điểm chăm sóc tiếp theo. Đây rất có thể là một khoa cấp cứu của bệnh viện. Trong lịch sử, xe cứu thương chỉ vận chuyển bệnh nhân đến chăm sóc, và điều này vẫn là trường hợp ở các khu vực của thế giới đang phát triển. Thuật ngữ "dịch vụ y tế khẩn cấp" đã được phổ biến khi các dịch vụ này bắt đầu nhấn mạnh vào chẩn đoán và điều trị tại hiện trường. Ở một số quốc gia, một phần đáng kể các cuộc gọi dịch vụ này không dẫn đến việc bệnh nhân được đưa đến bệnh viện.
Đào tạo và bằng cấp trình độ cho các thành viên và người lao động của các dịch vụ y tế khẩn cấp rất khác nhau trên khắp thế giới. Trong một số hệ thống, các thành viên có thể có mặt chỉ đủ điều kiện lái xe cứu thương, không được đào tạo y tế. Ngược lại, hầu hết các hệ thống đều có nhân viên có ít nhất các chứng chỉ sơ cứu cơ bản, chẳng hạn như hỗ trợ sự sống cơ bản (Basic Life Support). Ở các nước nói tiếng Anh, họ được gọi là kỹ thuật viên y tế khẩn cấp (EMTs) và nhân viên y tế, sau này được đào tạo bổ sung như kỹ năng hỗ trợ cuộc sống nâng cao (Advanced Life Support). Bác sĩ và y tá cũng cung cấp dịch vụ chăm sóc trước bệnh viện ở các mức độ khác nhau ở các quốc gia khác nhau.